# Altidona
Altidona (Ardidona in dialetto locale) è un comune italiano di 3 770 abitanti della provincia di Fermo nelle Marche.

## Storia
Ritrovamenti archeologici fanno risalire le origini di Altidona a 150 000 anni fa. Fu poi abitata dai Pelasgi, antico popolo greco, e poi dai Piceni. Nel 485 a.C. giunsero i Romani.
Altidona appartenne a Fermo, all'Abbazia di Farfa in Sabina, poi nuovamente di Fermo. Inizialmente fu edificato il castello di San Biagio in Barbolano che sprofondò in mare nell'Alto Medioevo o forse fu abbattuto dagli altidonesi. Dopo il XII secolo, gli abitanti della città di Altidona hanno dato vita ad un nuovo castello intorno alla parrocchia di Santa Maria e San Ciriaco, che fu edificato sulla collina della città attuale. Nel 1507 è sotto l'influenza di Fermo come un castello di seconda classe.
Il toponimo discende con tutta probabilità da un personale femminile di epoca medievale, che a sua volta deriva dall'espressione latina ALTA DOMINA, alta donna; poco convincenti appaiono invece le altre etimologie proposte, che si rifanno alla locuzione latina AD TILIONEM, al grosso tiglio. Nell'abitato, percorso da antichi vicoli ben conservati, si erge la chiesa di Santa Maria, affiancata da un imponente campanile: nella settecentesca canonica è custodito un polittico del Cortese (1390), raffigurante la Madonna in trono circondata da Santi. Ben conservate sono le mura medievali del castello.  Da vedere sono poi il Belvedere, una torre d'avvistamento medievale affacciata sulla Valle dell'Aso, e la tavola, attribuita a Vincenzo Pagani, raffigurante la Madonna col Bambino, due santi e donatore conservata presso la chiesa parrocchiale.

### Il paese dei fornaciai
Alcuni ritrovamenti storici hanno rilevato la presenza di fornaci di epoca romana, riconducibili ai tempi di Cesare e Augusto. Tuttavia, per capire in modo più approfondito l'abilità fornacesca degli abitanti di Altidona, si deve arrivare al XIX secolo quando in zona Marina, Raffaele Bagalini iniziò la sua attività imprenditoriale di produzione di laterizi. Nel 1880 aveva già in attività due impianti produttivi. Le due fornaci diedero i loro frutti, tanto che dieci anni più tardi 1890, Raffaele Bagalini costruì lungo la strada Aprutina una fornace di tipo Hoffmann, un sistema innovativo, di livello industriale (una delle prime in Italia) che permetteva una produzione a ciclo continuo e non più ad intermittenza. Raffaele Bagalini morì a soli 56 anni, il 23 dicembre 1898, travolto da un carrello trasportatore all'interno di una delle sue fornaci. Tuttavia, lasciò una grande eredità ai suoi operai che tramandarono l'arte del fornaciaio ai propri figli, creando con il trascorrere del tempo una generazione che nella prima metà 900, contava più di 100 fornaciai all'interno del centro storico di Altidona. La maggior parte di essi erano classificati fuochisti, che dovevano controllare e regolare la temperatura del fuoco, elemento fondamentale per la buona riuscita dei laterizi, in un'epoca in cui solo il prodotto perfetto era risultato di cura e competenza di tutti. Fino agli anni 60 dello scorso secolo i fornaciai Altidonesi erano molto richiesti e molti di loro hanno lavorato in diverse regioni d'Italia arrivando fino in Germania e in altre parti del mondo; dirigendo produzioni, costruendo fornaci e tramandando abilità e capacità nel loro settore. Alcuni di loro hanno portato innovazione e miglioramenti, come Antonio Nepi nato e cresciuto in Altidona che nel 1931 brevettò un metodo di perfezionamento dell'infornatura dei mattoni che garantiva una maggiore economia del combustibile. In onore di questi uomini e lavoratori oggi si festeggia la "Festa dei Fornaciai" nel mese di luglio.

## Monumenti e luoghi d'interesse

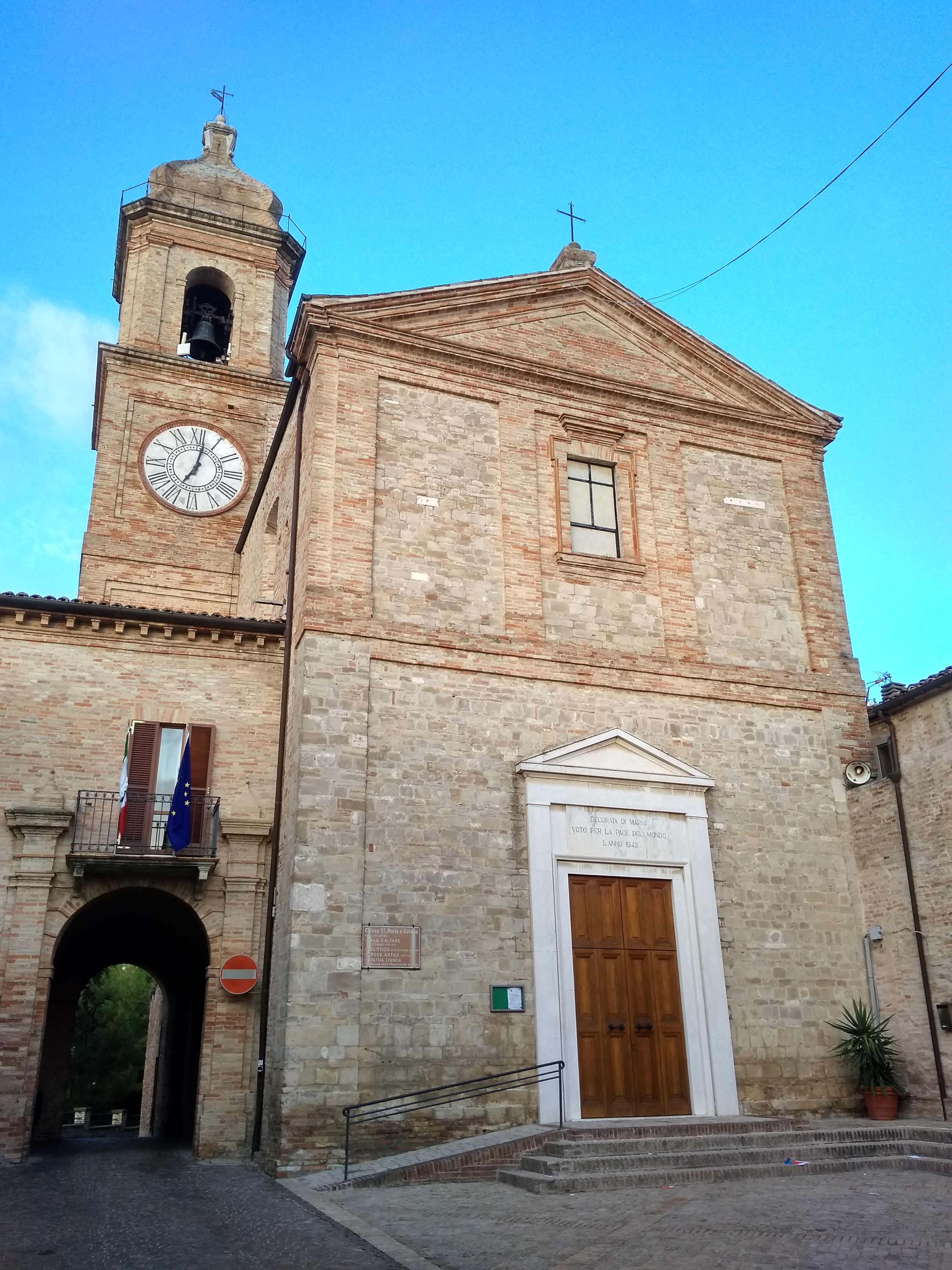
Chiesa di Santa Maria e San Ciriaco

.

### Architetture religiose
- Chiesa di Santa Maria e San Ciriaco, situata nella cinta.
- Chiesa di Santa Maria di Loreto

### Architetture civili
- Villa Montana e Cisterna romana, situate nell'antica contrada di Barbolano, luogo del castello sprofondato in mare nell'Alto Medioevo.

### Architetture militari
- Il Belvedere, torre d'avvistamento medievale affacciata sulla Valle dell'Aso.
- Cinta muraria.
- Monumento ai caduti delle due guerre su cui c’è la dedica al brigadiere di Polizia Giovanni Ripani,decorato di Medaglia d’Argento al Valor Militare, caduto in servizio a Milano il 17 novembre 1976 in uno scontro a fuoco contro la banda Vallanzasca. La scuola primaria del paese è stata intitolata con il suo nome.

### Aree naturali
- Il Parco dei Ponti è un'ampia area verde attorniata da alberi secolari.

## Società

### Evoluzione demografica
Abitanti censiti

## Cultura
Nel centro storico di Altidona è attivo il Teatro Comunale.

## Geografia antropica

### Frazioni

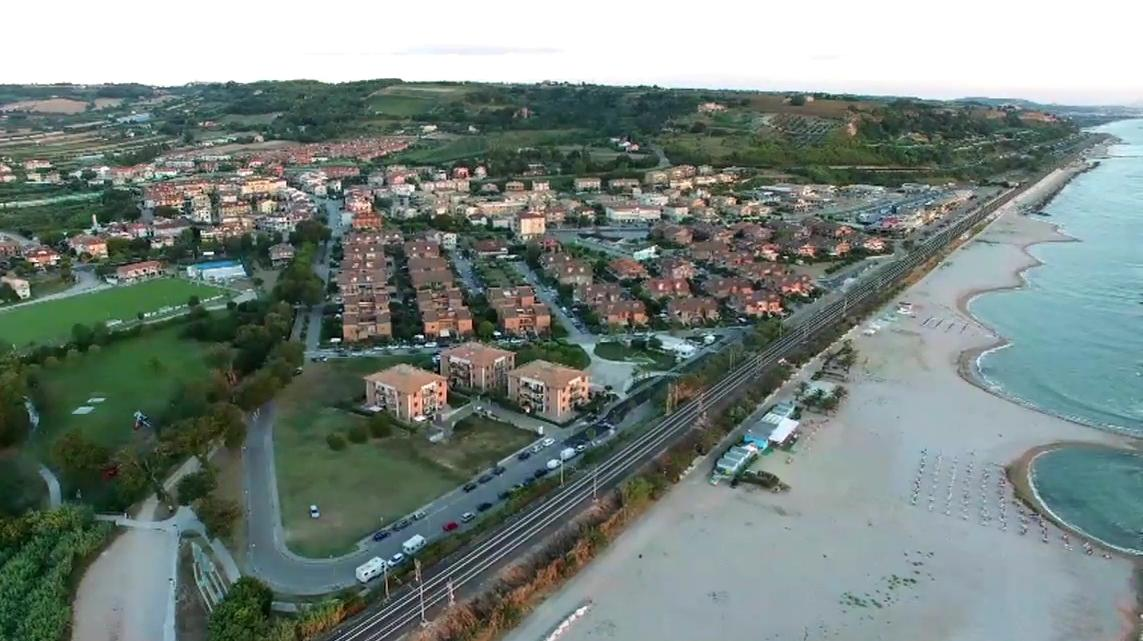
Marina di Altidona

- Marina di Altidona, località balneare distante circa 3 chilometri dal capoluogo .[5]

La frazione si estende sulla costa del medio Adriatico, fra le spiagge di Marina Palmense e Pedaso; a nord del fiume Aso, che segna anche il confine fra il proprio comune di appartenenza e quello di Pedaso. La spiaggia di Marina di Altidona ha un ampio arenile e sabbia mista a ciottoli e ghiaia dal 2021, la spiaggia si fregia del vessillo della bandiera blu, indice della salubrità delle acque di balneazione.
Fino all'Ottocento il territorio di Marina di Altidona era scarsamente abitato e destinato all'attività agricola. Nella seconda metà dell'Ottocento, fu il luogo di sviluppo di diversi impianti industriali di produzione di calce e laterizi (Fornaci Bagalini).

## Amministrazione

### Altre informazioni amministrative
Il comune è incluso dell'Unione dei Comuni della Valdaso.

## Sport
Ha sede nel comune la società di calcio Polisportiva Altidona, militante in Terza Categoria.